# Moëze
Moëze ist eine französische Gemeinde mit 592 Einwohnern (Stand: 1. Januar 2022) im Département Charente-Maritime in der Region Nouvelle-Aquitaine. Sie gehört zum Arrondissement Rochefort und zum Kanton Marennes. Die Einwohner werden Moëziens genannt. 

## Geographie
Moëze liegt etwa sechs Kilometer südwestlich von Rochefort an der Atlantikküste (Golf von Biskaya) in den Salzwiesen der Saintonge (Le marais de Moëze). Umgeben wird Moëze von den Nachbargemeinden Saint-Froult im Nordwesten und Norden, Saint-Nazaire-sur-Charente im Norden, Soubise im Nordosten und Osten, Beaugeay im Osten und Südosten sowie Marennes-Hiers-Brouage im Süden.

## Bevölkerungsentwicklung
| 1962                       | 1968 | 1975 | 1982 | 1990 | 1999 | 2006 | 2019 |
| -------------------------- | ---- | ---- | ---- | ---- | ---- | ---- | ---- |
| 309                        | 280  | 310  | 383  | 467  | 463  | 518  | 585  |
| Quellen: Cassini und INSEE |      |      |      |      |      |      |      |

## Sehenswürdigkeiten
Siehe auch: Liste der Monuments historiques in Moëze
- Kirche Saint-Pierre aus dem 15. Jahrhundert, seit 1915 Monument historique
- Hosianna-Kreuz aus dem 16. Jahrhundert auf dem Friedhof, seit 1886 Monument historique

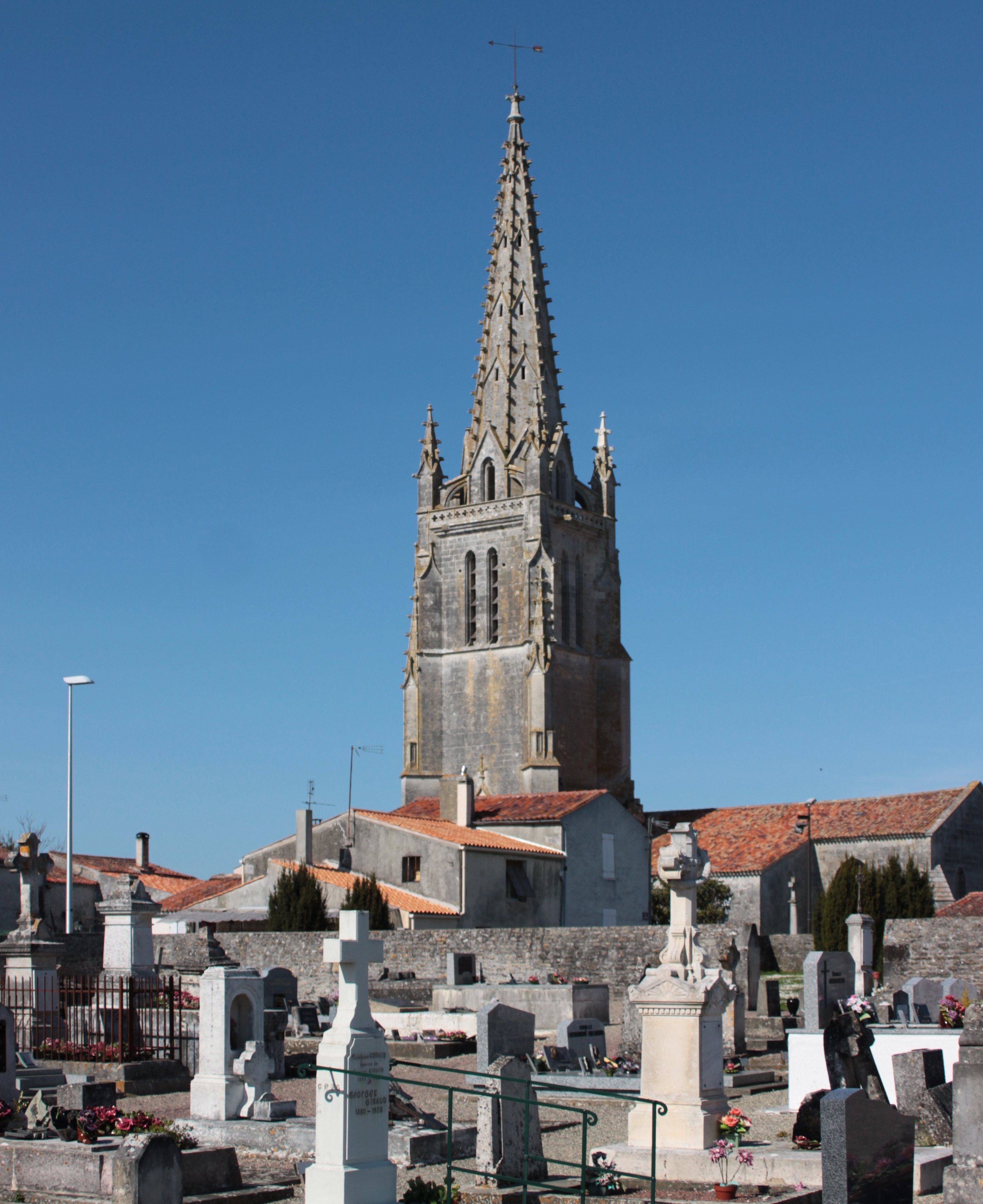
Kirche Saint-Pierre
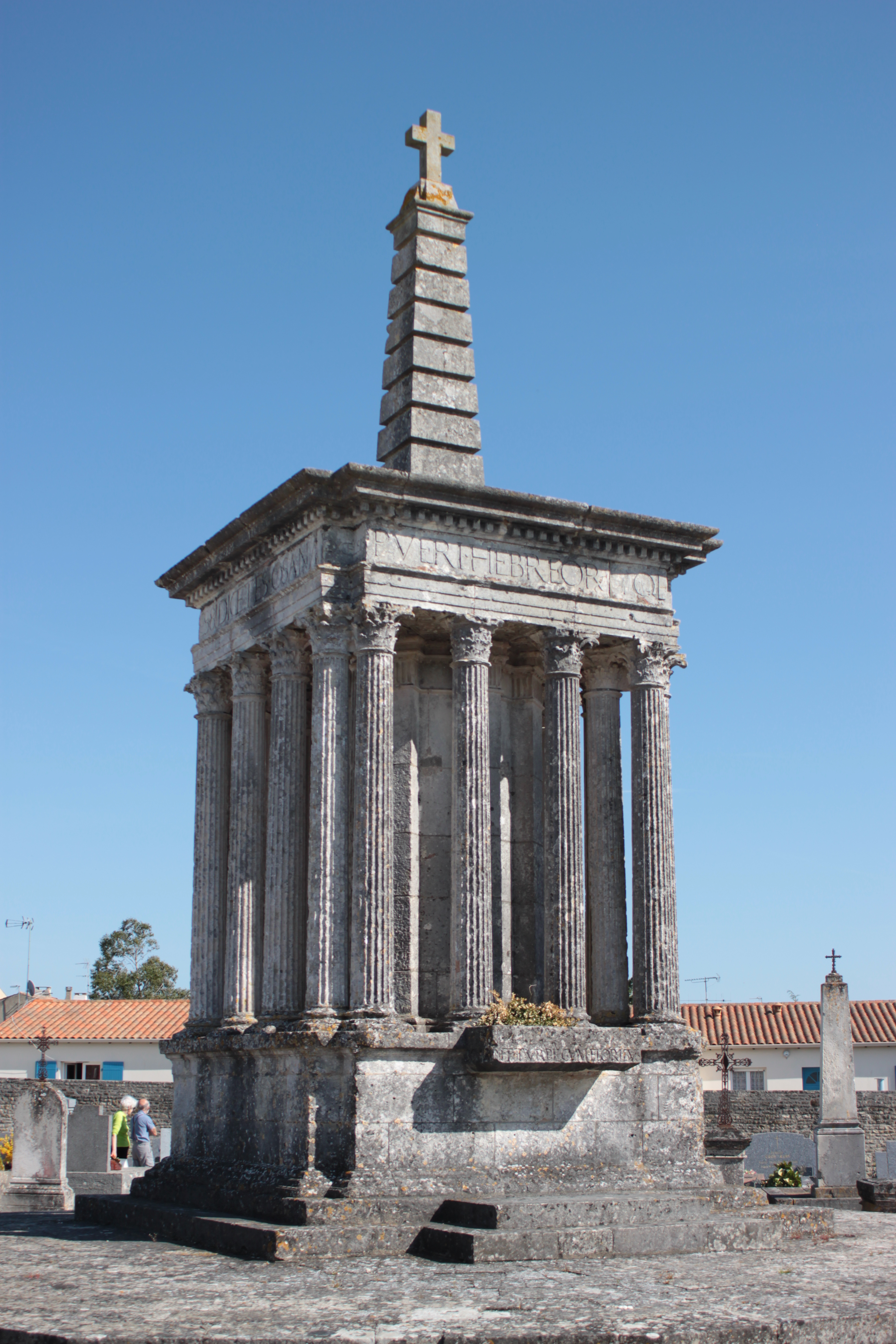
Hosianna-Kreuz